# Ночь костра
Ночь костра (англ. Bonfire Night) — традиционное название различных ежегодных праздников, характеризующихся кострами и фейерверками; празднуется в разные даты и по различным причинам, в зависимости от страны. 
Самые показательные празднества: Ночь Гая Фокса (5 ноября) в Великобритании; Одиннадцатая ночь в Северной Ирландии (11 июля); Канун Святого Иоанна (23 июня) в Ирландии; Вальпургиева ночь (30 апреля) в некоторых странах Западной Европы. Другие культуры мира также имеют собственные ночные праздники с участием костров и/или фейерверков, в частности Купальский костёр у восточных славян.

## Значение
В Великобритании ночь костра ассоциируется с традицией отмечать неудачу действий Гая Фокса 5 ноября 1605 года (Пороховой заговор). Этот праздник также проводится 5 ноября, хотя некоторые мероприятия, с ним связанные, проводятся в соседние с этой датой выходные дни, чтобы увеличить посещаемость. Первоначальное значение костра, было потеряно — теперь это обычно просто ночь веселья с костром и фейерверками, хотя чучело Гая Фокса также сжигается в огне. Торжества проходят по всей Великобритании, а также в некоторых некатолических общинах в Северной Ирландии и в некоторых других частях Содружества. Это мероприятие проводится и в ЮАР.
В Северной Ирландии термин «Ночь костра» относится к празднованию одиннадцатой ночи 11 июля (по новому стилю). Эта ночь имеет свои корни в сектантской борьбе между протестантами и католиками. Она отмечается в честь Битвы на реке Бойн 1690 года, в которой протестант Вильгельм III Оранский победил Католика Якова II.
В городе Корк и во многих сельских районах Ирландии «Ночь костра» относится к ночи 23 июня, известной как «Ночь накануне Святого Иоанна». Она берет свое начало в религиозном празднике и связана с летним солнцестоянием. Изначально костры зажигались в честь богини Аанъя из кельтской мифологии. 
Ночью 30 апреля жгут костры в канун кельтского праздника Белтейн, а также по случаю Вальпургиевой ночи.

Ночи костра
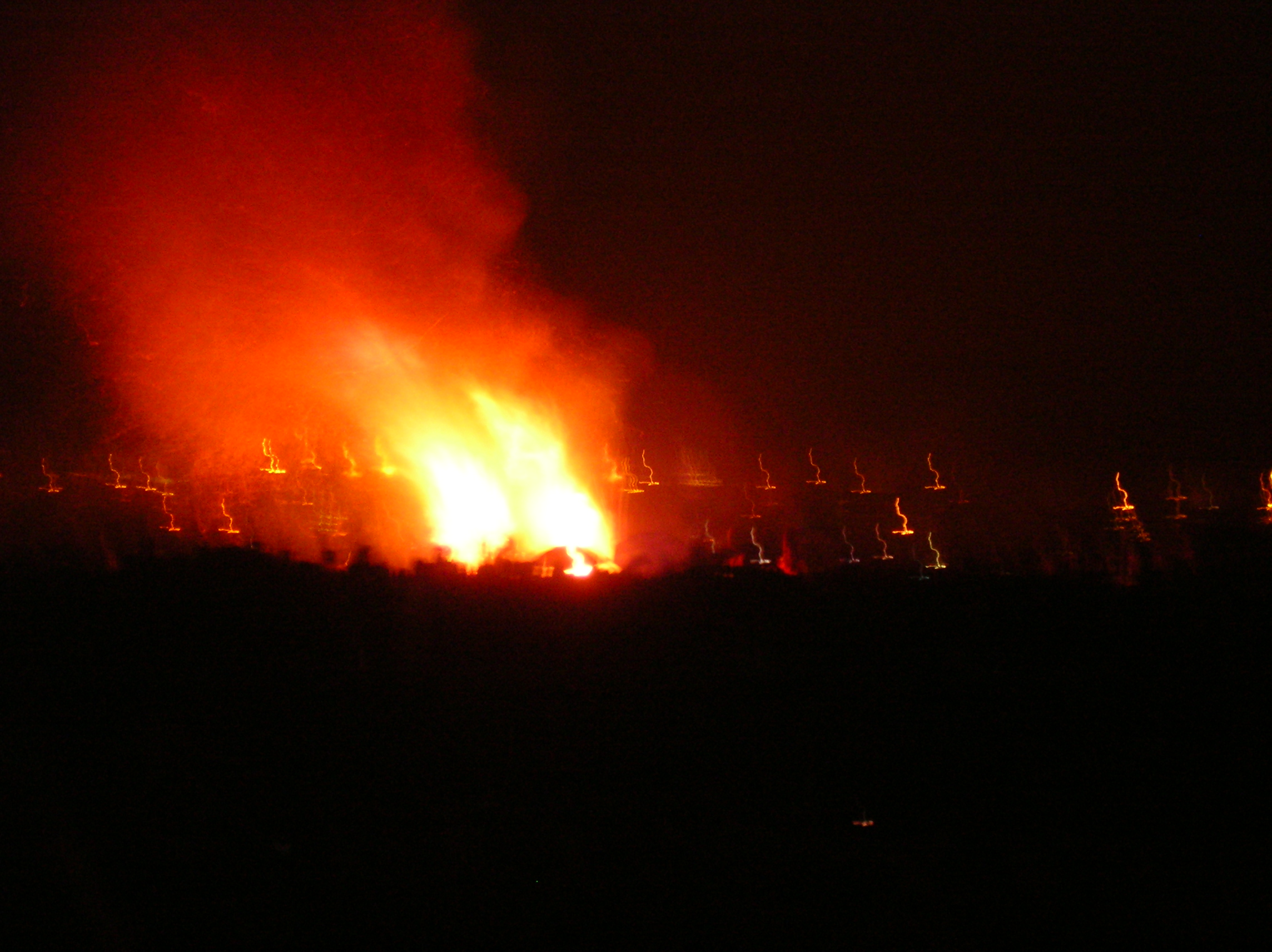
Праздник Белтейн под Эдинбургом
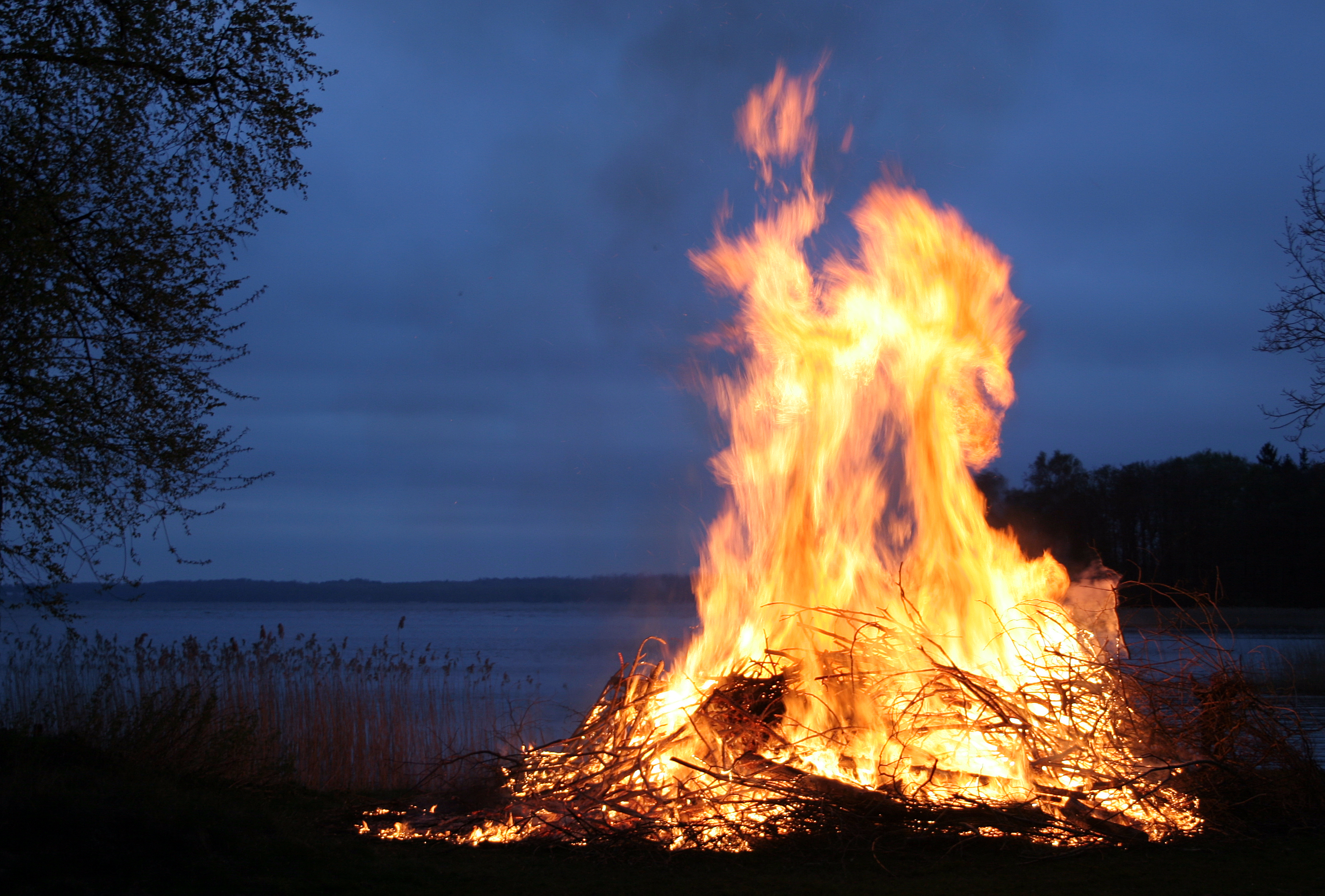
Вальпургиевый костёр на озере Ringsjön[англ.] в Швеции
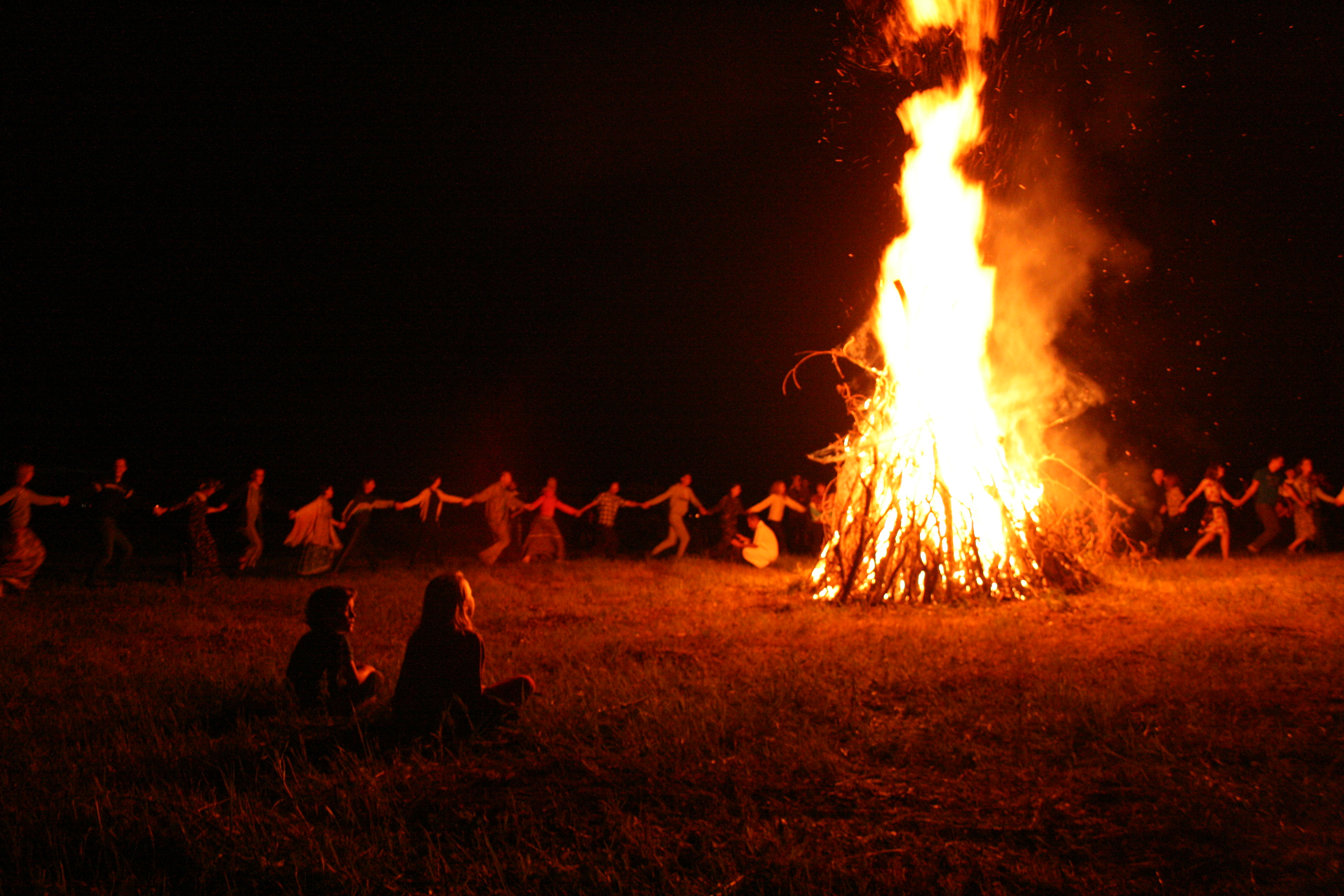
Хоровод вокруг купальского костра в России

## Критика
Праздники у костра, тем более в тёмное время суток, могут представлять риск для общественной безопасности из-за возможности возникновения пожаров, травм или драк; а использование фейерверков может привести к опасным пиротехническим инцидентам. Так в Лондоне количество звонков в пожарные службы почти утроилось в «Ночь костра». В Белфасте «Одиннадцатая ночь» июля 2003 года привела к повреждению парка на сумму 10 000 фунтов стерлингов.
Традиция ночи с костром была подвергнута критике также за ее воздействие на окружающую среду, связанное с увеличением концентрации диоксинов и фуранов в воздухе вокруг него. 